# 喧嘩番長 (実写版)
『喧嘩番長』（ケンカバンチョウ）では、スパイクのアクションゲーム『喧嘩番長』シリーズを原作とする実写化作品について扱う。
本稿で記述する作品は以下のとおり。
- オリジナルビデオ
  - 喧嘩番長（第1作）
  - 喧嘩番長 フルスロットル（第2作）
- 映画
  - 喧嘩番長 劇場版〜全国制覇（第3作）
  - 喧嘩番長 劇場版〜一年戦争（第4作）

## 喧嘩番長
『喧嘩番長』は、2008年のオリジナルビデオ。スパイクのアクションゲーム『喧嘩番長』シリーズ初の実写作品である。

### キャスト
極東高校
- 田中ヤスオ：若月徹（若月）
- 佐々木レイナ：阿井莉沙
- 浅岡早紀：齊藤夢愛
- 広田雅裕
- 大溝清人（バッドボーイズ）

陣場高校
- 蜂屋茂：山田悠介
- 今井陽一：南辻史人
- 今井陽二：遊木康剛

島村高校
- 大竹将弘：須藤智彦
- 山田郁夫：山口正人

黒真連合
- 剛田竜司：白善
- 芝原カオル：佐田正樹（バッドボーイズ）
- 田城昌之：若月亮（若月）
- 岸谷：中村浩樹

その他
- 田中雄司：嶋大輔 - ヤスオの父親
- 佐々木大吾：カーク - レイナの父親
- 蜂谷弘子：国保裕子 - 茂の母親
- 女子高生：里久鳴祐果 - ヤスオたちの合コン相手
- 女子高生：奏木純 - ヤスオたちの合コン相手
- 飯島靖子：斗澤康秋 - ヤスオたちの合コン相手
- 吉野恵美：深澤ゆうき - 芝原の彼女
- 八百菊の店員：田島ゆかり
- 八百菊の客：矢間本結子
- 不良高校生：川連廣明 - 黒真連合の手下
- 櫻井友弥
- 伊藤俊：前川和也
- クラブ店員：リトルエルヴィスリュウタ

### スタッフ
- 監督：東海林毅
- 原作：ゲームソフト『喧嘩番長』より
- 製作：國宇克信、大橋孝文
- プロデューサー：石川真吾、上野境介
- アシスタントプロデューサー：館内亨太
- 脚本：宮内武史
- 撮影監督：長野泰隆（J.S.C.）
- 照明：児玉淳
- 録音：鈴木睦直
- 音楽：尾崎博志
- アクション監督：小原剛
- VFX・編集：東海林毅
- 助監督：佐高美智代
- 制作担当：榎本一
- 協力：株式会社OHARA BROS.、サムシングクリエイション、JEWEL、DEXI、米原孝志
- 特別協力：CLELUS
- 制作プロダクション：TORNADO FILM
- 製作：リバプール株式会社、JRC.LLP（ジョリー･ロジャー/CINV）

## 喧嘩番長 フルスロットル
『喧嘩番長 フルスロットル』は、2009年のオリジナルビデオ。スパイクのアクションゲーム『喧嘩番長』シリーズ『喧嘩番長2 フルスロットル』の実写化作品である。
キャスト
- 武田トモヤ：上山竜司（RUN&GUN）
- 如月亮：白石隼也
- 横倉シンジ：中村隆太
- 加藤葉子：平田薫
- 佐伯新之助：山内秀一
- 阿佐美光三：ガンビーノ小林
- 山本ヒロシ：篠田光亮
- 田中ヤスオ：若月徹（若月）

スタッフ
- 監督：東海林毅
- 脚本：宮本武史

## 喧嘩番長 劇場版〜全国制覇
『喧嘩番長 劇場版〜全国制覇』は、2010年の日本映画。スパイクのアクションゲーム『喧嘩番長』シリーズ『喧嘩番長3 全国制覇』の実写作品であり、『喧嘩番長』、『喧嘩番長 フルスロットル』に続いて3作目となる。前2作はオリジナルビデオであったが、本作で初めて劇場公開される。内容は、高校3年生の坂本タカシが修学旅行で訪れた先に集結した日本中の喧嘩番長と全国制覇を賭けた闘いを行うというもの。
キャスト
- 坂本タカシ：綾部祐二（ピース）
- 沢北洋平：大河元気
- 藤沢真奈美：谷澤恵里香
- 鬼沢篤志：脇崎智史
- 土方歳三：若月徹（若月）
- 沖田総司：上山竜司（RUN&GUN）
- 近藤勇：山田ルイ53世（髭男爵）
- 伊東甲子太朗：田中俊
- 石松謙太：お宮の松
- 堤春香：里田まい
- 所忠司：やべきょうすけ（特別出演）
- 岩岡鉄男：千原せいじ

スタッフ
- 監督：東海林毅
- 製作：大橋孝史、國宇克信
- プロデューサー：上野境介、石川真吾
- 脚本：宮本武史
- 美術：山下修侍
- 撮影監督：長野泰隆
- 編集：東海林毅
- 主題歌：+Plus『ファイティングポーズ』
- VFX：東海林毅
- 照明：児玉淳
- 録音：宋晋瑞
- 助監督、劇中の筆文字テロップ：佐高美智代

## 喧嘩番長 劇場版〜一年戦争
『喧嘩番長 劇場版〜一年戦争』は、2011年の日本映画。スパイクのアクションゲーム『喧嘩番長』シリーズ『喧嘩番長4 一年戦争』の実写作品である。
キャスト
- 速水勇太：西島永悟（エリートヤンキー）
- 白鳥綾乃：横山ルリカ
- 八神真：鯨井康介
- 千葉照男：高橋のぶ
- 阿久津栄一：白善哲
- コッセこういち
- 清水良太郎
- 三上広吉:白井鉄也(チーモンチョーチュウ)
- 反町一也:福田久

スタッフ
- 監督：東海林毅
- 脚本：赤間つよし
- 編集：東海林毅